# Zaraou Abdou Bilane
Zaraou Abdou Bilane es una deportista nigerina que compite en taekwondo. Ganó una medalla de oro en los Juegos Panafricanos de 2023 y una medalla de plata en el Campeonato Africano de Taekwondo de 2022.

## Palmarés internacional
| Juegos Panafricanos | Juegos Panafricanos | Juegos Panafricanos | Juegos Panafricanos |
| Año                 | Lugar               | Medalla             | Categoría           |
| ------------------- | ------------------- | ------------------- | ------------------- |
| 2023                | Acra (Ghana)        | Medalla de oro      | –46 kg              |
| Campeonato Africano |                     |                     |                     |
| Año                 | Lugar               | Medalla             | Categoría           |
| 2022                | Kigali (Ruanda)     | Medalla de plata    | –46 kg              |